# Lamport & Holt
Die britische Reederei Lamport & Holt bestand von 1845 bis Anfang der 1990er Jahre.

## Geschichte
Gegründet wurde die Reederei im Jahr 1845 von dem aus Workington stammenden William James Lamport und George Holt (dessen Bruder Alfred Holt die Reederei die Blue Funnel Line betrieb).  Lamport und Holt begannen mit hölzernen Segelschiffen die Fahrtgebiete Nord- und Südamerika, Südafrika und Indien zu bedienen. Nachdem beide Mitte der 1850er Jahre mit ersten Beteiligungen an Dampfschiffsdiensten der Reedereien James Moss & Co., sowie der Papayanni Brothers in den Mittelmeerraum Erfahrungen gesammelt hatten, erwarben sie 1861/62 die ersten beiden eigenen Trampdampfer mit jeweils rund 1300 Tonnen Tragfähigkeit.
Im Jahr 1865 begann die Reederei unter dem Namen Liverpool, Brazil and River Plate Steam Navigation Company einen erfolgreichen Fracht-, Post- und Passagierdienst von Liverpool, London, Antwerpen und Glasgow zur südamerikanischen Ostküste aufzubauen. Ab 1869 bauten sie als Vorreiter den Kaffeehandel von Brasilien nach New York auf. In Lamport's Todesjahr 1874 betrieb die Reederei schon rund ein Dutzend eigene Schiffe und änderte ihre Unternehmensform zur Kapitalgesellschaft. Ebenfalls 1874 wurde ein belgisches Tochterunternehmen gegründet. Das Fahrtgebiet wurde in den folgenden Jahren ausgeweitet und reichte in den 1880er Jahren bis nach Valparaiso (1896 gab man diese Route aber wieder auf). Ab 1886 wurde der Transport von Gefrierfleisch aus dem Gebiet des Río de la Plata aufgenommen. Die Kühlschifffahrt entwickelte sich so gut, dass 1898, zwei Jahre nach George Holt’s Tod im Jahr 1896, bereits fünf große Kühlschiffe mit jeweils 5555 Tonnen Tragfähigkeit geordert werden konnten.
Kurz nach der Jahrhundertwende, im Jahr 1902 baute die Reederei einen New York-Südamerika-Passagierdienst mit Zweithandtonnage auf, der sich bald so gut etabliert hatte, dass man auch für diesen Dienst neue größere Schiffe in Auftrag geben konnte. Die drei jeweils mit rund 10.000 Tonnen vermessenen Passagierschiffe wurden im Jahr 1910 auf der Route Liverpool-Südamerika in Fahrt gebracht. Im darauf folgenden Jahr wurde Lamport & Holt von der konkurrierenden Royal Mail Line übernommen, blieb aber als eigenständiges Schifffahrtsunternehmen bestehen.
Zu Beginn des Ersten Weltkriegs verfügte Lamport & Holt über 36 Schiffe mit rund 200.000 Tonnen Rauminhalt, von denen elf während der folgenden vier Kriegsjahre versenkt wurden. Nach Kriegsende wandte man sich wieder den Südamerika-Frachtdiensten, besonders der Gefrierfleischfahrt, zu, aber auch der Passagierdienst nach New York wurde wieder belebt.
Nach dem Verlust des Passagierschiffs Vestris im Jahr 1928 und dem New Yorker Börsencrash im darauf folgenden Jahr brach die Reederei mitsamt dem Mutterunternehmen, Kylsant's Royal Mail Gruppe, zusammen. Nach einer Neugründung im Jahr 1934 übernahm die Vestey Group, der auch die Blue Star Line gehörte, Lamport & Holt 1944. Bis 1974 wurde die Reederei eigenständig weiterbetrieben, aber auch danach brachte man immer wieder Schiffe unter die Marke Lamport & Holt. Das letzte Lamport-Schiff war das Kühlcontainerschiff Churchill, das von 1986 bis 1991 mit den charakteristisch Schwarz-weiß-blauen Schornsteinfarben betrieben wurde.